# Bulgan járás (Bajan-Ölgij)
A Bulgan járás (mongol nyelven: Булган сум) Mongólia Bajan-Ölgij tartományának egyik járása.
Székhelye Dzsargalant (Жаргалант), mely 280 km-re délkeletre fekszik Ölgij tartományi székhelytől.
A tartomány déli részén, a Mongol-Altaj magas hegyei között terül el. Jelentős folyója az északról dél felé tartó Bulgan (Булган гол).
Nyugaton Kína Hszincsiang-Ujgur Autonóm Területével határos. Keleten, Hovd tartománnyal közös határán emelkedik a Mongol-Altaj második legmagasabb hegycsúcsa, a Mönh-hajrhan (Мөнххайрхан уул).